# Roy Stewart
Roy Stewart (17 de outubro de 1883 – 26 de abril de 1933) foi um ator de cinema mudo norte-americano. Ele apareceu em 138 filmes entre 1915 e 1933. Atuou também como roteirista.

## Biografia
Um dos seis filhos de William Wallace Stewart e Isabella Ellen Ryan (os outros eram Charles, Harry, Kate, Molly e Belle).
Enquanto estava em turnê com as famosas Floradora Girls, Stewart entrou para o cinema na década de 1910, inicialmente em papéis secundários de apoio. Seus primeiros filmes foram os curta-metragens Willie Runs the Park e Just Nuts, ambos em 1915, pela Rolin Films, ao lado de Harold Lloyd. Ainda em 1915 atuou no seriado The Diamond from the Sky, pela American Film Company, num papel secundário. Continuou atuando pela American e em 1916 atuou pela Universal Pictures no seriado Liberty, A Daughter of the USA. Após 1916, atuando pela Triangle, atuou como protagonista em filmes como The Medicine Man (1917) e Paying His Debt (1918), entre outros.
Conhecido por seu sorriso envolvente, provou ser um herói sólido e no decorrer de sua carreira participou de mais de uma centena de filmes, tais como The Learnin' of Jim Benton (1917), Cactus Crandall (1918), que ele co-escreveu, e The Sagebrusher (1920), além de interpretar personagens como Buffalo Bill em With Buffalo Bill on the U. P. Trail (1926) e Daniel Boone em Daniel Boone Thru the Wilderness (1926).
Fora do Western, Stewart atuou ao lado de Lillian Gish em House Built Upon Sand, The (1916), de Bessie Love em A Daughter of the Poor (1917) e de Mary Pickford em Sparrows (1926). 
Com o advento do som, Stewart foi relegadoa papéis secundários e pontas, tais como em King Kong (1933) mas continuou trabalhando até sua morte repentina em 1933, de um ataque cardíaco, em sua casa de Los Angeles, com a idade de 49 anos. Está sepultado no Mount Hope Cemetery, em San Diego, Califórnia. Seu último filme foi Fargo Express, em 1933, ao lado de Ken Maynard.

## Filmografia selecionada
- Willie Runs the Park (1915)
- Just Nuts (1915)
- The Solution to the Mystery (1915)
- The Silver Lining (1915)
- The Substitute Minister (1915)
- The Wasp (1915)
- The Exile of Bar-K Ranch (1915)
- The Diamond from the Sky (1915)
- The Hungry Actors (1915)
- From Italy's Shores (1915)
- The House Built Upon Sand (1916)

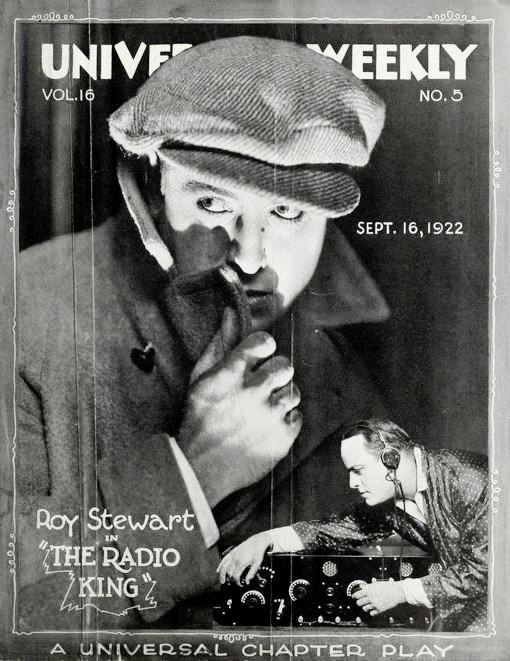
Roy Stewart no seriado The Radio King, de 1922.

- Liberty, A Daughter of the USA (1916)
- The Bruiser (1916)
- The Craving (1916)
- The Smugglers of Santa Cruz (1916)
- The Thoroughbred (1916)
- The Other Side of the Door (1916)
- A Daughter of the Poor (1917)
- The Medicine Man (1917)
- The Westerners (1919)
- Just a Wife (1920)
- Prisoners of Love (1921)
- The Radio King (1922)
- Trimmed in Scarlet (1923)
- The Woman on the Jury (1924)
- Sundown (1924)
- With Buffalo Bill on the U. P. Trail (1926)
- General Custer at the Little Big Horn (1926)
- The Viking (1928)
- The Great Divide (1929)
- Rough Romance (1930)
- Born Reckless (1930)
- King Kong (1933)
- Fargo Express (1933)